# شونوالد (مکلنبورگ-فورپومرن)
شونوالد (به آلمانی: Schönwalde) یک شهر در آلمان است که در Uecker-Randow واقع شده‌است. شونوالد ۴۲۳ نفر جمعیت دارد.